# 春姫 (如春尼)
春姫（はるひめ、生没年不詳）は、平将門の娘（次女）で、平忠頼の正室。如春尼（にょしゅんに）とも。

## 生涯
父の将門が討伐された際は、下総国相馬郡岩井郷に隠れ住み、名を如春尼と改めて一族の菩提を弔ったとされる。妹の如蔵尼も、奥州に逃れた後に同地へ戻って父・将門の菩提を弔い国王神社を建立した。
春姫は大叔父の平良文の子で、従父の平忠頼の正室となり、平忠頼との間に平忠常、将恒（将常）、頼尊を生む。長男の忠常は千葉氏の祖、次男の将恒は秩父氏（秩父平氏）の祖となり、三男の頼尊の子孫は中村氏を称した。秩父氏、千葉氏、中村氏は各地の大族として繁栄して後に多くの分流（相馬氏など）を出し、大同族を形成した。